# Julius Caesar Scaliger
Julius Caesar Scaliger (egentligen Giulio Cesare della Scala), italiensk lärd, född 1484 i Riva del Garda vid Gardasjön, död 1558 i Agen. Far till Joseph Justus Scaliger.
Scaliger var länge i kejsar Maximilian I:s tjänst som page och officer, men flyttade 1529 till Agen i Frankrike, där han utövade läkarkonsten. Scaliger hade genom självstudium blivit stor kännare av den klassiska forntiden. Hans förnämsta arbeten är De causis linguae latinae (1540), den första latinska grammatiken på vetenskapliga grunder, och hans ryktbara Poetices sive de arte poetica libri VII (1561, flera senare uppl.). Det senare arbetet, som i viss mån är en smädedikt, har betecknats som renässansens mest omfattande och auktoritativa poetik; det är en handbok i "skaldekonst", som åt blivande diktare ger föreskrifter i knapp, koncis, nästan befallande form. Scaliger utgår från Aristoteles, vilken han betecknar som "imperator noster, omnium bonarum artium dictator perpetuus" ("Vår fältherre, alla goda konsters ständige diktator"), men han har lämpat hans regler efter Horatius' Ars poetica och romerska retoriker som Cicero och Quintilianus. 
Scaliger är övervägande påverkad av latinsk diktning och främst beundrare av Vergilius, som är mönstret framför andra, under det Homeros ställes vida under honom. Han lägger huvudvikten vid formen och analyserar noga poesins språk. Hans poetik har varit av allra största betydelse för det närmast följande århundradet i skilda länder: Italien, Frankrike (där den spåras bl. a. i Corneilles Discours), England (Sidney), Holland (där han särskilt stod i hög kurs och där Heinsius och Vossius hyllade honom, "fursten inom kritikens värld"), Tyskland (Opitz) och Sverige (Fornelius med flera); liksom han ännu under 1700-talet åberopas i vår disputationslitteratur). 
Vidare skrev han filosofiska avhandlingar, några i naturvetenskapligt hänseende ej värdelösa kommentarer till Hippokrates, Aristoteles och Theofrastos med mera.